# Josephine Teske

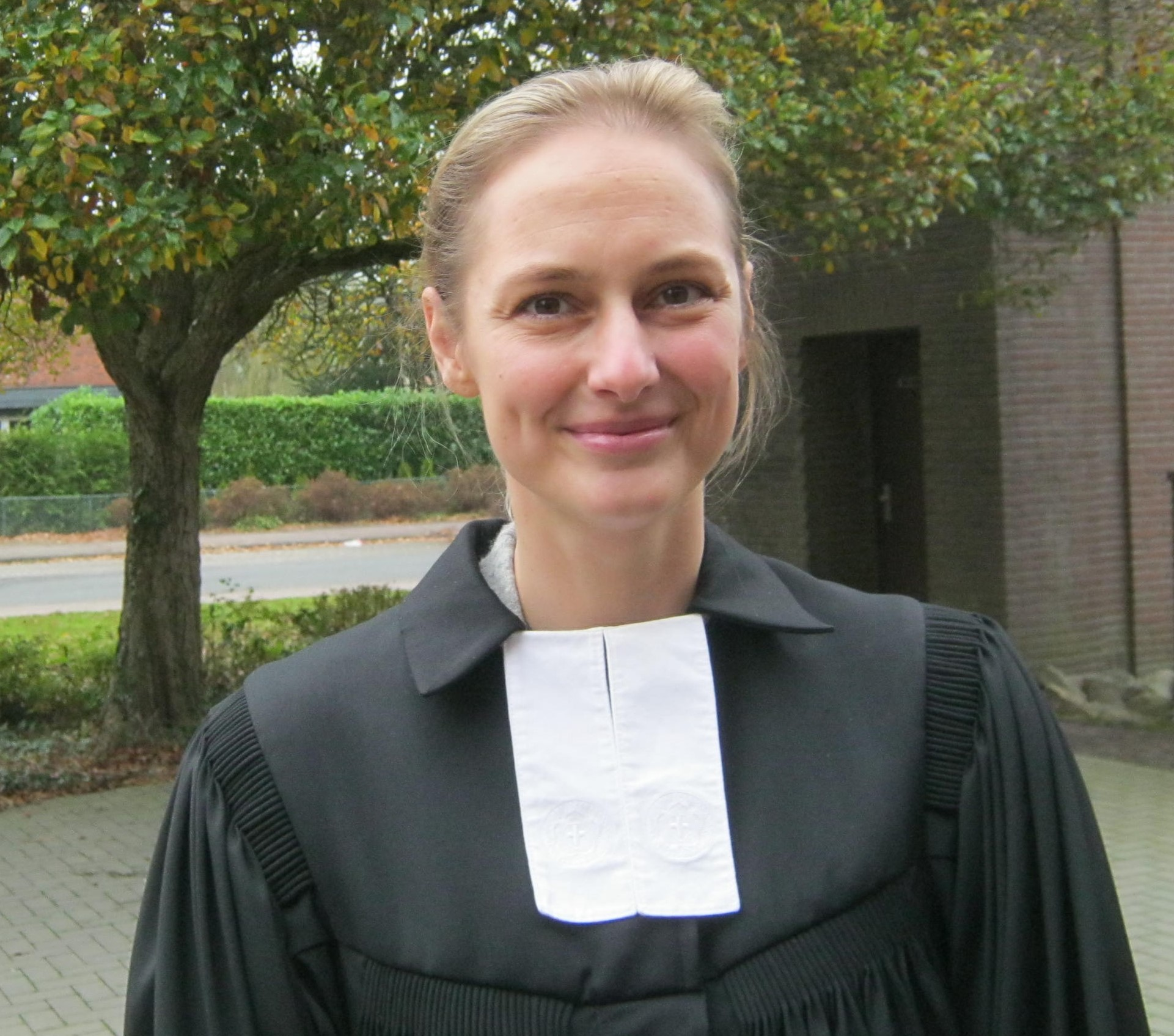
Josephine Teske (2021)

Josephine Teske (* 1986 in Templin) ist eine deutsche evangelische Pastorin. Am 9. November 2021 wurde sie für sechs Jahre in den 15-köpfigen Rat der Evangelischen Kirche in Deutschland (EKD) gewählt.
Teske studierte von 2007 bis 2015 Evangelische Theologie an der Universität Rostock. Ihr Vikariat machte sie in Schleswig-Holstein. Seit dem 1. Juni 2018 war sie Gemeindepastorin in Büdelsdorf im Ev.-Luth. Kirchenkreis Rendsburg-Eckernförde. Dort hatte sie im Umfang eines Viertels ihrer Arbeitszeit einen Dienstauftrag für „digitale Kirche“. Ihr Instagram-Account „Seligkeitsdinge_“ verzeichnete Ende 2021 laut Evangelischer Zeitung etwa 32.300 Follower. Im April 2023 waren es 41.000. Über ihre digitalen Aktivitäten wurde regional und überregional berichtet. Anfang Mai 2022 wechselte sie in die hamburgische Kirchengemeinde Meiendorf-Oldenfelde.
Teske war von der Grünen-Politikerin Katrin Göring-Eckardt,  die dem Gremium selbst von 2009 bis 2013 als Präses der Synode angehört hatte, für die Wahl in den Rat der EKD vorgeschlagen worden.